# سياسة أوكرانيا

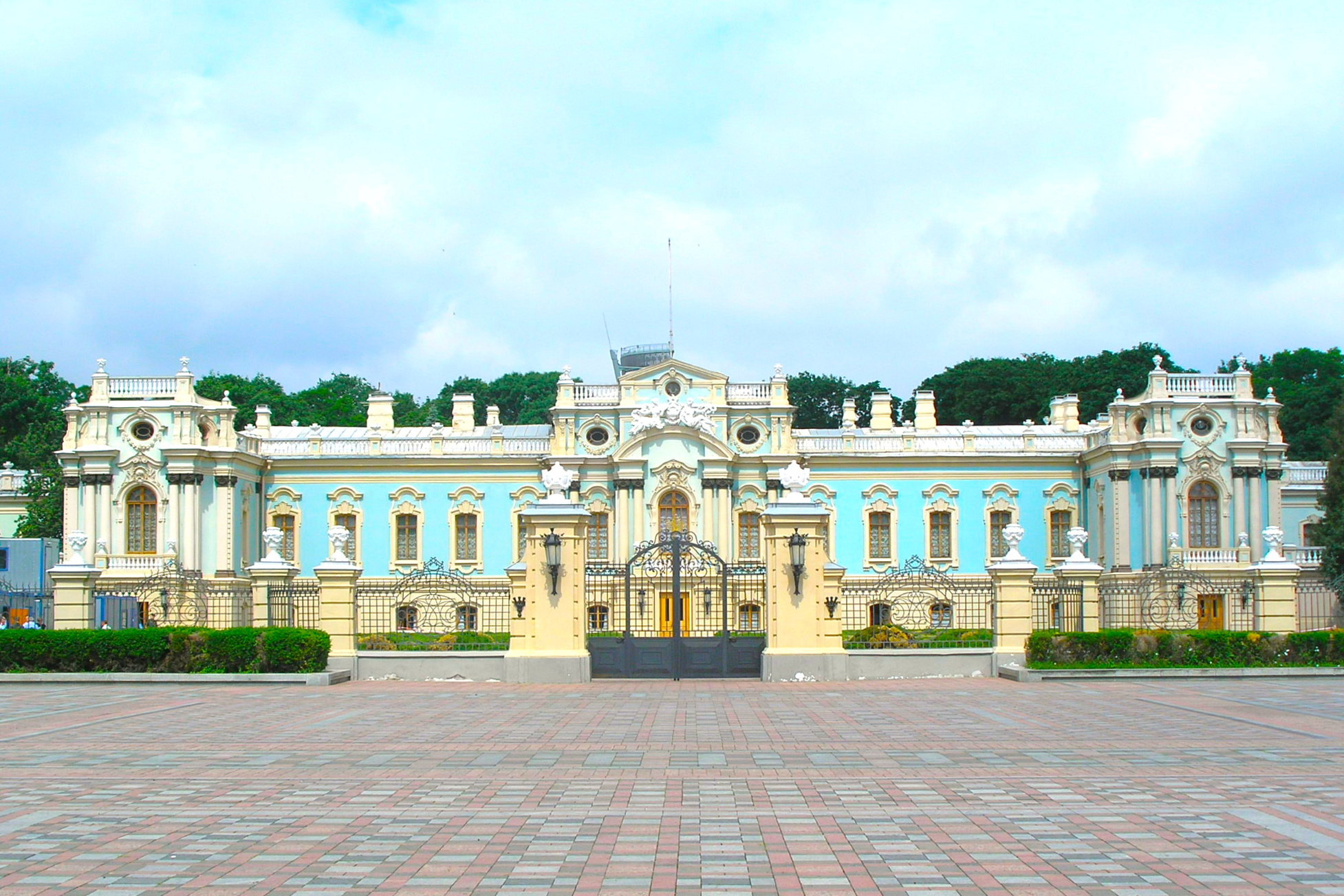

سياسة أوكرانيا (بالأوكرانية: Політика України) تجري سياسة دولة أوكرانيا في إطار جمهورية مستقلة ديمقراطية تمثيلية شبه رئاسية ونظام متعدد الأحزاب، يمارس مجلس الوزراء السلطة التنفيذية (حتى عام 1996 ، بالاشتراك مع الرئيس). تناط السلطة التشريعية للبرلمان الأوكراني

## الدستور والحريات الأساسية
ينص الدستور الأوكراني على نظام سياسي تعددي مع حماية حقوق الإنسان والحريات الأساسية، وشكل شبه رئاسي من الحكم.
تم تعديل الدستور في ديسمبر 2004  لتسهيل حل أزمة الانتخابات الرئاسية لعام 2004. حول الاتفاق التوافقي شكل الحكومة في شبه رئاسية، دخلت التعديلات الدستورية حيز التنفيذ بين يناير ومايو 2006.